# Congresul European al Religiilor Etnice
Congresul European al Religiilor Etnice (ECER) este o organizație de cooperare între asociațiile care promovează religiile etnice în Europa. Scopul principal al ECER este întărirea tradițiilor religioase precreștine ale Europei, accentuând și stimulând legăturile lor cu mișcările neopăgâne. 

## Istorie
Un "Congres Pagan Mondial" a fost găzduit în iunie 1998 la Vilnius, Lituania, organizat de Jonas Trinkūnas de la Romuva, o organizație neopagană lituaniană. Au participat membri ai unor organizații neopăgâne din Europa și America de Nord, precum și observatori din domeniul academic. La întâlnire a fost decis să se facă un congres anual și să se formeze o organizație în jurul acestuia.
Numele organizației a fost rezultatul unei dezbateri pasionale de o zi.  Cuvintele "păgâne" și "păgâni" au fost respinse din cauza asociațiilor culturale percepute cu imoralitate, violență și înapoiere. Cuvântul "politeist" a fost, de asemenea, respins ca o hipersimplificare.  "Indigenous" a fost considerat satisfăcător la nivel lingvistic, dar a fost votat în ceea ce privește utilizarea sa stabilită de grupuri distinse de colonizatorii europeni.  Alte sugestii erau termeni "religie veche" și "religie ancestrală". "Etnic", echivalent grecesc cu paganul  latin din surse creștine timpurii, a fost în cele din urmă convenit.  Istoria cuvântului și legătura cu etnologia au fost lucruri la care au apelat la majoritatea participanților. 
Pentru a evita neînțelegerile, declarația fondatoare a organizației arată clar că aici nu se face referire la politica etnică.  Membru fondator Denis Dornoy a clarificat, de asemenea, acest lucru în newsletter-ul Organizației The Oaks în 1999: 
Este etnia legată de epurarea etnică? Este o altă ideologie rasă pură? Trebuie să aparții unui popor pierdut de mult timp pentru a fi etnic? Nu este etnic un subiect pentru cadrele universitare cu păr alb?
Etnică nu este una dintre cele de mai sus, iar semnificația ei este mult mai simplă. Ethnos din greacă, înseamnă oameni și mijloace etnice legate de un anumit popor, adică orice lucru care definește un popor: limba, obiceiurile, comportamentul zilnic, alimentația ... sau perspectiva spirituală. Noi numim acest ultim punct religie etnică. Este un set de tradiții, închinare, mod de viață, legate de un popor. Deseori, dar nu întotdeauna, implică venerarea strămoșilor. Uneori este atât de integrat în viața de zi cu zi încât nu poate fi chiar numit "religie" (adică credință) conform standardelor occidentale.
Congresul a avut loc sub numele de "Congresul Mondial al Religiilor Etnice" din 1999 până în 2010. Conferințele din 2006 și 2009 au avut loc în India, în spiritul colaborării dintre neopaganismul occidental și hinduism . Intenția unui domeniu de aplicare la nivel mondial a fost "mai mult de un vis decât de realitate", deoarece congresul a constat în principal din reprezentanți ai mișcărilor neopagane din Europa. Pentru a reflecta acest lucru, organizația a fost redenumită "Congresul European al Religiilor Etnice" în 2010.  Congresul a fost un eveniment anual până în 2010 și de atunci a avut loc o dată la doi ani. 

## Membrii și conducere
Site-ul ECER definește domeniul de activitate al organizației: "Prin Religie etnică, înțelegem religia, spiritualitatea și cosmologia, care este ferm bazată pe tradițiile unui anumit popor. În opinia noastră, acest lucru nu include teorii și ideologii moderne oculte sau Ariosofice, nici sincretice neo-religii .“ 
Actualul președinte al organizației este Andras Corban-Arthen . 
Organizațiile membre reprezintă tradițiile baltice, slavice, germane, grecești și romane . Începând cu 2014, organizațiile membre ale ECER sunt: 
- Dávný obyčej, [6] Republica Cehă
- Forn Siðr, comunitatea credincioșilor Aesir și Vanir din Danemarca, [7] membru fondator
- Lituaniană religioasă baltică Romuva, [8] membru fondator
- Rodzima Wiara, Polonia, membru fondator
- Slovenski Staroverci, Slovenia
- Societatea credinței native ucrainene "Pravoslavya" Kiev, Ucraina
- Consiliul Suprem al Ethnicilor Eleni ( Ypato Symboulio Ellinon Ethnikon - YSEE ), [9] Grecia
- Movimento Tradizionale Romano, Italia
- Societății Hesperiana Pro Culto Deorum, Italia
- The Asatrufellowship, Danemarca
- Werkgroep Hagal, [10] fostă Werkgroep Traditie, membru fondator, Belgia
- Associazione Tradizionale Pietas, Italia

Foști membri: 
- Foreningen Forn Sed, Norvegia
- Germanische Glaubens Gemeinschaft, Germania
- Diipetes, Grecia
- Groupe Druidique des Gaules, Franța
- Eldaring, Germania (2005-2009)
- Federazione Pagana, Italia
- Dievturība, Letonia
- Rodzima Wiara, Polonia
- Ásatrúarfélagið, Islanda

## Cronologia congreselor
| An   | Locație                           | Temă / Note |
| ---- | --------------------------------- | --- |
| 1998 | Vilnius, Lituania                 | |
| 1999 | Telsiai, Lituania                 | |
| 2000 | Bradesiai, Lituania               | |
| 2001 | Vilnius, Lituania                 | cu delegați ai Parishad-ului hindus Vishva |
| 2002 | Vilnius, Lituania                 | |
| 2003 | Vilnius, Lituania                 | "Inițiative globale pentru culturi și religii etnice" |
| 2004 | Atena, Grecia                     | "Valorile înalte ale tradițiilor și religiilor precreștine" |
| 2005 | Anvers, Flandra                   | "Spiritualitatea și tradiția într-o lume antitradițională" |
| 2006 | Jaipur, India                     | "Spiritualitatea dincolo de religii" în colaborare cu Centrul Internațional de Studii Culturale și Congresul mondial al bătrânilor din culturile și tradițiile antice |
| 2007 | Riga - Jūrmala - Sigulda, Letonia | "Duhul va vedea lumina nouă în epoca veacurilor" |
| 2008 | Poznań - Głogów, Polonia          | |
| 2009 | Nagpur, India                     | |
| 2010 | Bologna, Italia                   | "Etica în lumea contemporană" |
| 2012 | Odense, Danemarca                 | "Ce pot face religiile etnice pentru Europa - și ce poate face Europa pentru religiile etnice"                                                                        |
| 2014 | Vilnius, Lituania                 | |
| 2016 | Praga, Republica Cehă             | |
| 2018 | Roma, Italia                      | |

## Legaturi externe
- Site-ul oficial al ECER